# Маланюк Орест Степанович
Орест Степанович Маланюк (24 грудня 1939, с. Джурин, нині Чортківського району Тернопільської області — 27 серпня 1971, м. Тернопіль) — український громадський діяч, педагог. Батько Б. Маланюка.

## Життєпис
Закінчив Кременецький педагогічний інстит (1964, нині національний педагогічний університет).
Вчителював у с. Біла Чортківського району. Обраний 2-м, згодом 1-м секретарем Чортківського районного комітету ЛКСМУ.
Від 1968 — 2-й, від січня 1969 — 1-й секретар Тернопільського обласного комітету ЛКСМУ.

## Нагороди
- орден «Знак пошани» (1971).